# Hans-Johann Färber
Hans-Johann Färber (n. 20 aprilie 1947, Šljivoševci⁠(d), cantonul Osijek-Baranja, Croația) este un canotor ce a reprezentat Germania, medaliat olimpic. A participat la 3 ediții ale Jocurilor Olimpice (1968, 1972, 1976) în care a câștigat o medalie de bronz.